# Encyrtus ludmilae
Encyrtus ludmilae är en stekelart som beskrevs av Sugonjaev 1999. Encyrtus ludmilae ingår i släktet Encyrtus och familjen sköldlussteklar.
Artens utbredningsområde är Vietnam. Inga underarter finns listade i Catalogue of Life.